# Pedro Jahara
Pedro Raje Jahara (Teresópolis, 30 de junho de 1921 — Teresópolis, 28 de setembro de 2010) foi um comerciante e político brasileiro, prefeito de Teresópolis por um mandato, entre 1977 e 1982.

## Origem
Pedro Jahara nasceu no município de Teresópolis, em 30 de junho de 1921, sendo um dos três filhos de um casal de comerciantes, fundadores da loja A Primavera, situada na Avenida Delfim Moreira. Cuidou da loja por algumas décadas auxiliando seus pais, junto com seus irmãos Victor e Jamile, onde trabalhou no ramo de armarinhos e aviamentos.

## Vida pública e política
Filiado ao ARENA, Pedro ingressou na política no decorrer da década de 1960. Em 1966, foi eleito o quarto vice-prefeito de Teresópolis, cargo que havia sido recém criado, em uma época onde os vices eram eleitos separadamente. Tomou posse em 31 de janeiro de 1967, junto com o prefeito eleito Waldir Barbosa Moreira.
Nas eleições municipais de 1976, Pedro se candidatou ao cargo de prefeito, desta vez concorrendo com um vice na mesma campanha. No pleito, obteve êxito, conquistando um total de 7 770 votos, apesar de não ter sido o mais votado, sendo superado pelo militar da reserva Cézar Mattar, que obteve 10 893 votos, graças a regra da sublegenda.
Tomou posse em 31 de janeiro de 1977, no Palácio Teresa Cristina, com sua equipe de secretários, que incluía nomes como João Rucco (Obras e Serviços Públicos), Neli Pompillóm (Educação), Paulo Silva (Governo), seu irmão Victor Jahara (Fazenda), Bemvindo Soares do Rego (Saúde), Osiris Rahal (Planejamento) e Luiz Carregal (Expansão Econômica), além do vice-prefeito Luiz Barbosa Corrêa.
A primeira obra do governo Pedro Jahara foi a construção de um Ginásio Poliesportivo, idealizado por ele para ser uma "auto homenagem" desde o princípio, iniciando os trabalhos no primeiro ano de governo. A grande estrutura já chamava a atenção, ainda mais por se tratar de uma obra pública, consumindo o orçamento municipal quase que por completo, como declarou a professora Neli Pompillón, Secretária de Educação de sua gestão. Após cinco anos as obras foram concluídas em definitivo, marcando, assim, seu último ano de governo. Neste período, em paralelo, outras obras de destaque eram realizadas, como o Sistema de Abastecimento de Água de Teresópolis, em Ponte Nova, com uma estrutura de 18 quilômetros de extensão, inaugurada em 19 de dezembro de 1980 e custeada em 600 milhões de cruzeiros. Até então, o principal meio de captação de água na cidade eram as fontes, que já não acompanhavam o ritmo do crescimento populacional, que aumentava gradativamente durante os anos. Em períodos de estiagem, condizentes com épocas mais frias e com maior incidência de turistas, as fontes chegavam a secar completamente. Além disso, foi inaugurado um conjunto de obras que corresponde ao Sistema de Iluminação Pública de Teresópolis, custeado em 180 milhões de cruzeiros, que compreendeu a ampliação da Subestação da Fonte Santa, a implantação da linha Fonte Santa-Ponte Nova, com 21 quilômetros de cabos de energia elétrica, necessários para atender a estação de tratamento e abastecimento de água, e a reforma da iluminação do Centro da cidade, onde foram colocados 229 postes de concreto, com luminárias de mercúrio.
Além das obras, Pedro foi responsável por criar o estatuto da Feirinha do Alto, essencial para regulamentar o seu funcionamento, gerando um considerável crescimento da feira, que se tornou um dos símbolos do turismo no perímetro urbano de Teresópolis, além de ter uma participação considerável no projeto para a Granja Comary se tornar oficialmente o Centro de treinamento da Seleção Brasileira de Futebol, fazendo algumas campanhas para o "Helenão", como era popularmente conhecido na época, ser utilizado pela Confederação Brasileira de Futebol.
Pedro Jahara morreu em 28 de setembro de 2010, aos 89 anos, após 48 dias internado, vítima de uma parada cardíaca.